# Piersiówka (naczynie)

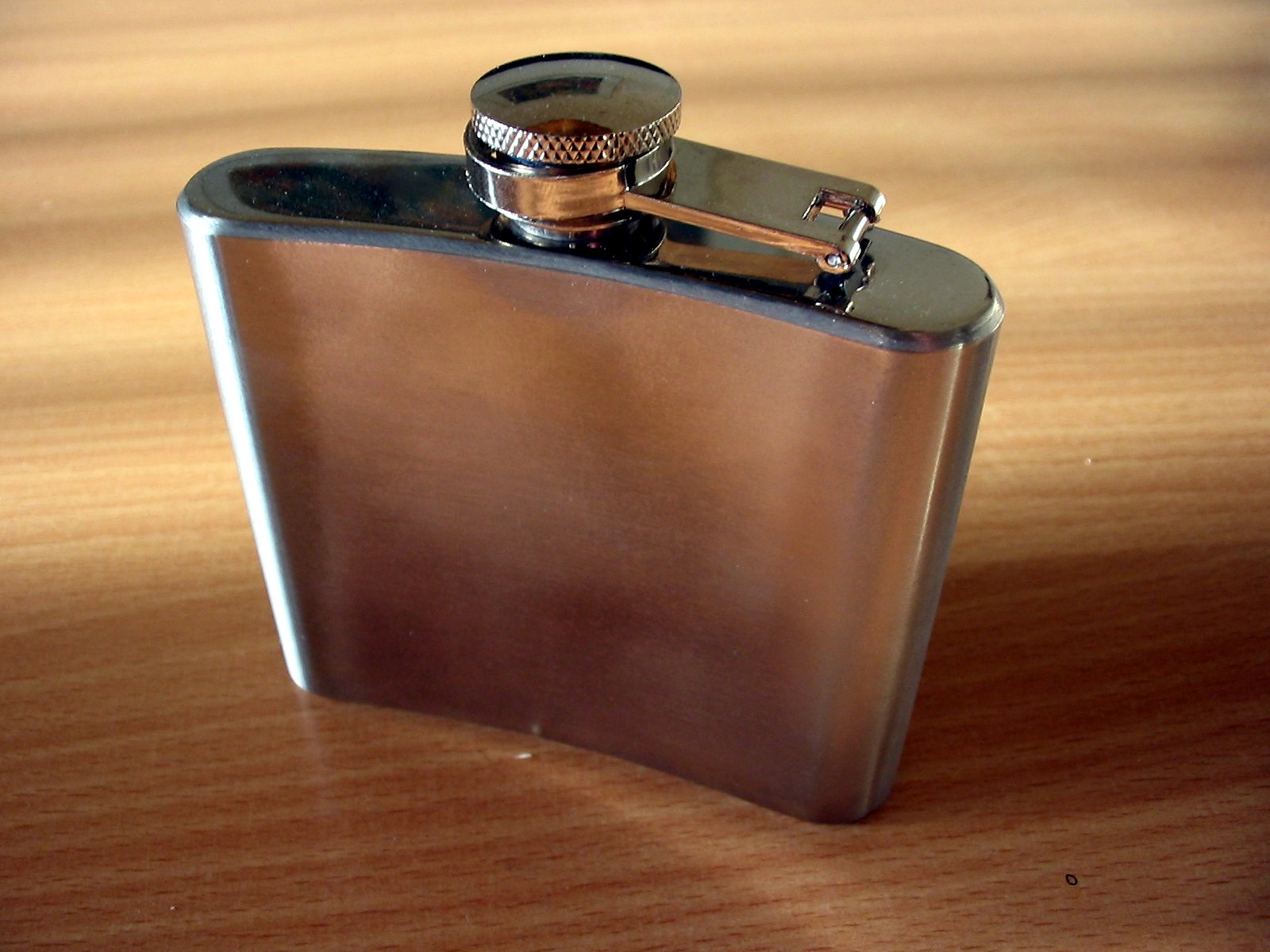
Piersiówka

Piersiówka – silnie spłaszczone, dopasowane do kształtu ciała naczynie, przeznaczone do napojów o wysokiej zawartości alkoholu. Wykonana najczęściej z metalu, rzadziej z tworzywa sztucznego lub szkła. Jej pojemność i wymiary dostosowane są do wygodnego i dyskretnego umieszczenia w kieszeni ubrania.

## Opis

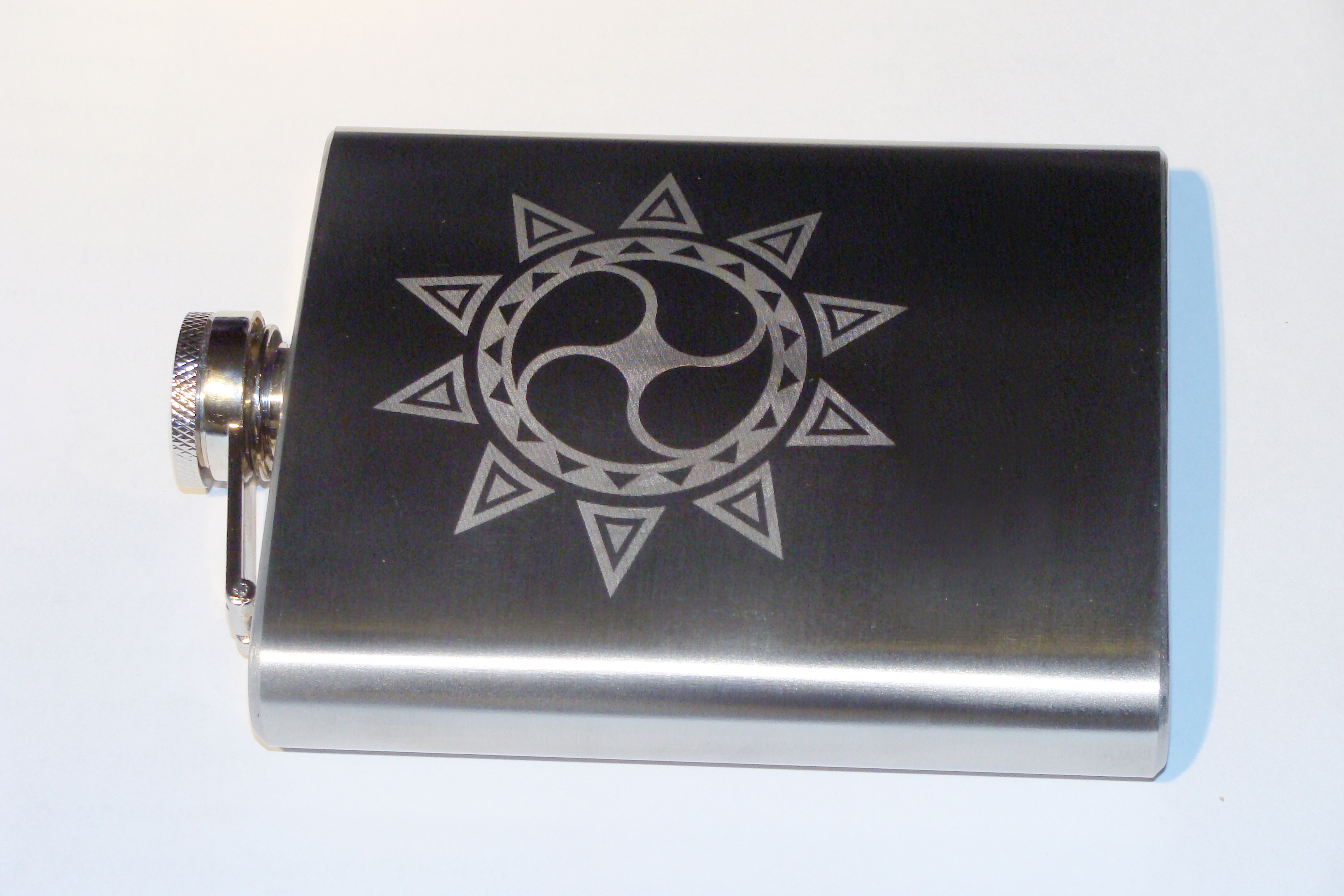
Dekorowana piersiówka

Dawniej piersiówki wykonywano z cyny, srebra lub szkła, obecnie większość piersiówek wykonuje się ze stali nierdzewnej lub tworzywa sztucznego. Metalowe piersiówki często zdobione są rozmaitego rodzaju drukowanymi lub grawerowanymi napisami lub rysunkami. Niekiedy, w celu izolacji termicznej, wyposażone są w pokrowiec z tkaniny, skóry lub tworzywa sztucznego.
Piersiówki mogą różnić się kształtem, choć zwykle mają kształt dopasowany do krzywizny ciała dla wygodnego i dyskretnego przenoszenia. Zakrętka naczynia często przymocowana jest do piersiówki, by zapobiec zgubieniu. Niekiedy w skład zestawu wchodzą niewielkie kieliszki, jednak najczęściej pije się bezpośrednio z gwintowanego otwartego wylotu – szyjki piersiówki.
Dostępne w sprzedaży są butelki o kształcie piersiówki, napełniane przez producentów napojów alkoholowych, jednak najczęściej piersiówka jest kupowana przez użytkownika i napełniana samodzielnie. Z uwagi na niewielką objętość, napełniane są wysokoprocentowymi alkoholami.

## Historia

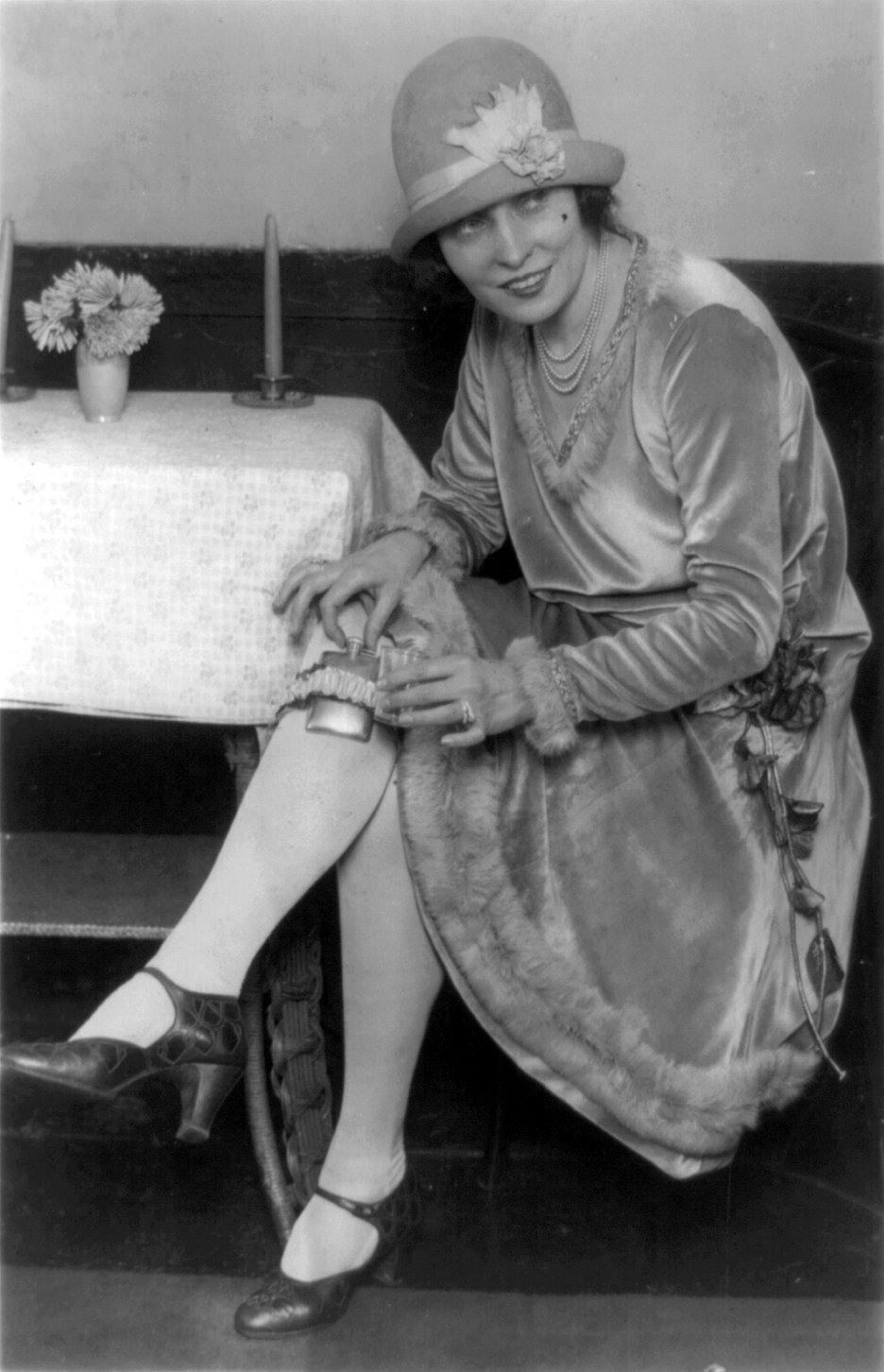
Piersiówka ukryta pod podwiązką w czasie prohibicji w USA

Butelki kształtem zbliżonym do dzisiejszej piersiówki zaczęły być używane przez wyższe warstwy społeczne w XVIII w. Jednakże naczynia na płyny o niewielkiej objętości były stosowane już od kilku stuleci. W portowych miastach Wielkiej Brytanii kobiety przemycały alkohol ukryty w naczyniach wykonanych ze świńskich pęcherzy. Po wprowadzeniu prohibicji w USA, w 1920 roku, w stanie Indiana zakazano sprzedaży szejkerów i piersiówek.
W żargonie lotników Royal Air Force piersiówką (hip flask) nazywany był rewolwer przytroczony do uda.